# Tai Webster
Tai Jack Webster (nacido el 29 de mayo de 1995 en Auckland, Nueva Zelanda) es un baloncestista neozelandés que pertenece a la plantilla del Perth Wildcats de la National Basketball League (Australia). Con 1,93 metros de estatura, juega en la posición de base. Es hermano del también baloncestista Corey Webster.

## Trayectoria deportiva
Webster llegó a debutar en la temporada 2012-13 New Zealand Breakers con los que ganaría la National Basketball League (Australia) y la National Basketball League (Nueva Zelanda), antes de comenzar su periplo universitario con los Nebraska Cornhuskers, donde jugó cuatro temporadas. Después de no ser elegido en el Draft de la NBA de 2017, Tai se unió a los Skyliners Frankfurt para jugar la Basketball Bundesliga.
Tras sus buenas actuaciones en los Frankfurt Skyliners en Alemania, no pudieron retener su pase al Galatasaray. En verano de 2018, se confirma su pase al Galatasaray de la BSL turca.
En julio de 2020, regresa al New Zealand Breakers de la National Basketball League (Australia).
En la temporada 2022-23, firma por el Petkim Spor de la BSL de Turquía.
El 30 de diciembre de 2022, firma por el Perth Wildcats de la National Basketball League (Australia).
El 6 de marzo de 2025 firmó con el JL Bourg Basket de la LNB Élite francesa.

## Internacional
Es internacional con la Selección de baloncesto de Nueva Zelanda. En 2018, promedió 10 puntos y 5.5 asistencias en 22.5 minutos para Nueva Zelanda en las dos primeras ventanas de los clasificatorios asiáticos.